# 328 Ґудрун
328 Ґудрун (328 Gudrun) — астероїд головного поясу, відкритий 18 березня 1892 року Максом Вольфом.
Тіссеранів параметр щодо Юпітера — 3,149.